# Linus Weber
Linus Weber (Gera, 1º novembre 1999) è un pallavolista tedesco, opposto del Projekt Warszawa.

## Carriera

### Club
Cresciuto in alcune formazioni giovanili locali, nella stagione 2016-17 viene selezionato per entrare a far parte della formazione federale dell'Olympia Berlino; inizialmente inserito nella squadra impegnata in Dritte Liga, terza serie nazionale, nel finale dell'annata fa il proprio esordio in prima squadra, in 1. Bundesliga; nell'annata successiva, con il club inserito in 2. Bundesliga, ottiene attraverso il sistema della doppia licenza la possibilità di essere aggregato alla rosa del Charlottenburg, esordendo con il club bianconero in occasione della sfida contro il Friedrichshafen, mantenendo tale status anche nella stagione 2018-19, chiusa con la vittoria del campionato.
Per la stagione 2019-20 disputa per la prima volta un campionato straniero: accetta infatti la proposta della Powervolley Milano con cui esordisce nella Superlega italiana, chiusa anticipatamente a causa della pandemia di COVID-19; nell'annata seguente rientra in patria, ceduto in prestito dal club meneghino al Friedrichshafen ma nella stagione 2021-22 torna nuovamente nel massimo campionato italiano, ingaggiato stavolta dal Padova; al termine degli impegni col club patavino, si trasferisce in Qatar per unirsi all'Al-Rayyan impegnato nella Coppa dell'Emiro. L'esperienza dura tuttavia solamente una partita, persa contro l'Al-Arabi, che comporta l'eliminazione del club dalla competizione.
Nell'annata 2022-23 è invece di scena nella Polska Liga Siatkówki, massimo campionato polacco, con la maglia del Projekt Warszawa, con il quale nella stagione successiva conquista la Challenge Cup.

### Nazionale
Impegnato con la nazionale tedesca Under-19 al torneo di qualificazione al campionato europeo 2017, nella partita contro i pari età dell'Italia, persa al tie-break, mette a segno 46 punti; nello stesso anno viene convocato per la prima volta in nazionale maggiore conquistando con la Nationalmannschaft la medaglia d'argento al campionato europeo 2017.

## Palmarès

### Club
- Campionato tedesco: 1

2018-19
- Challenge Cup: 1

2023-24